# 루스벨트룸

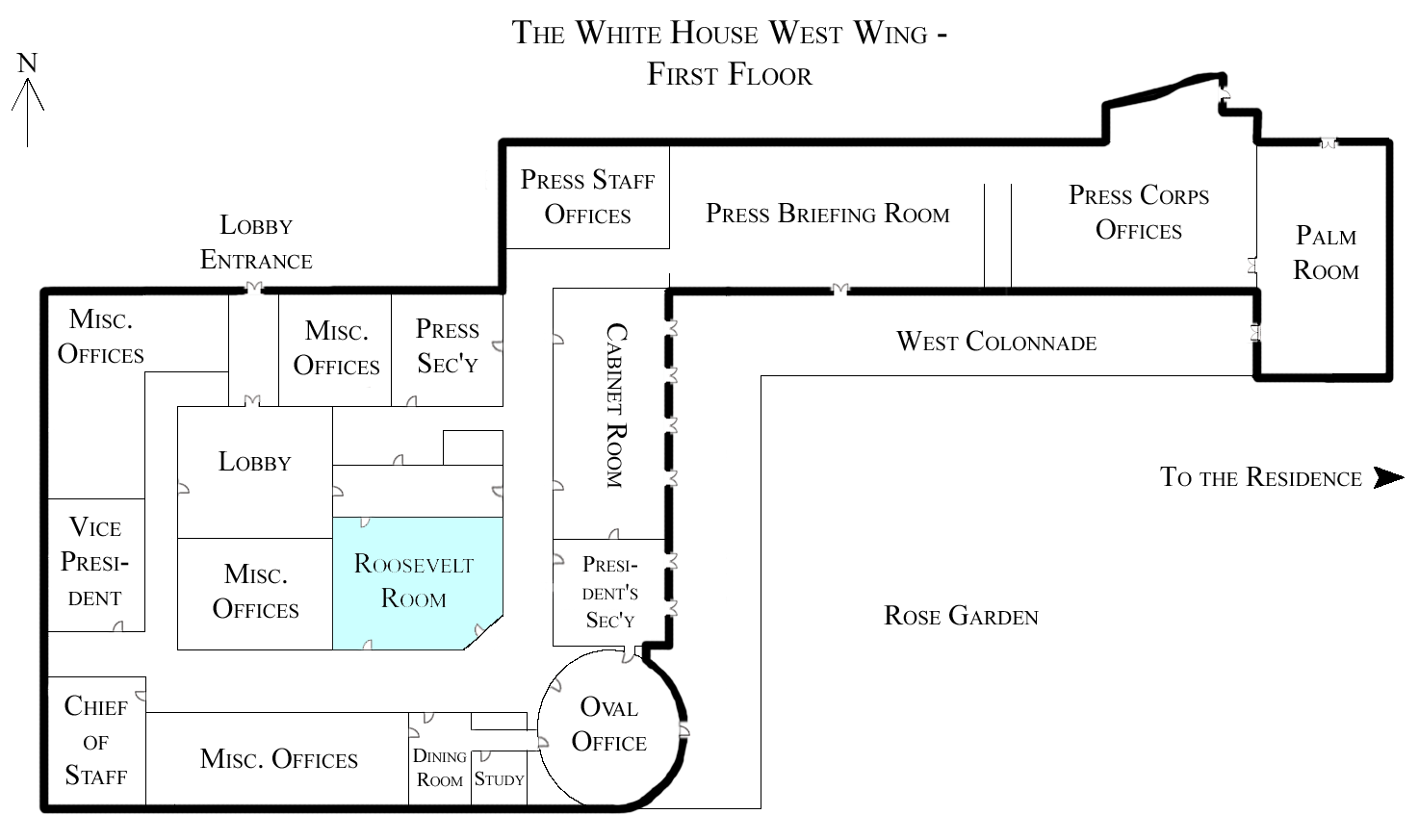
루즈벨트룸은 대통령 집무실 바로 옆에 있다.

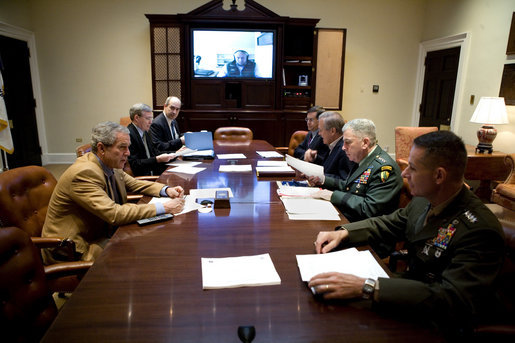
2006년 조지_W. 부시 대통령이 딕 체니 부통령과 화상회의중이다.

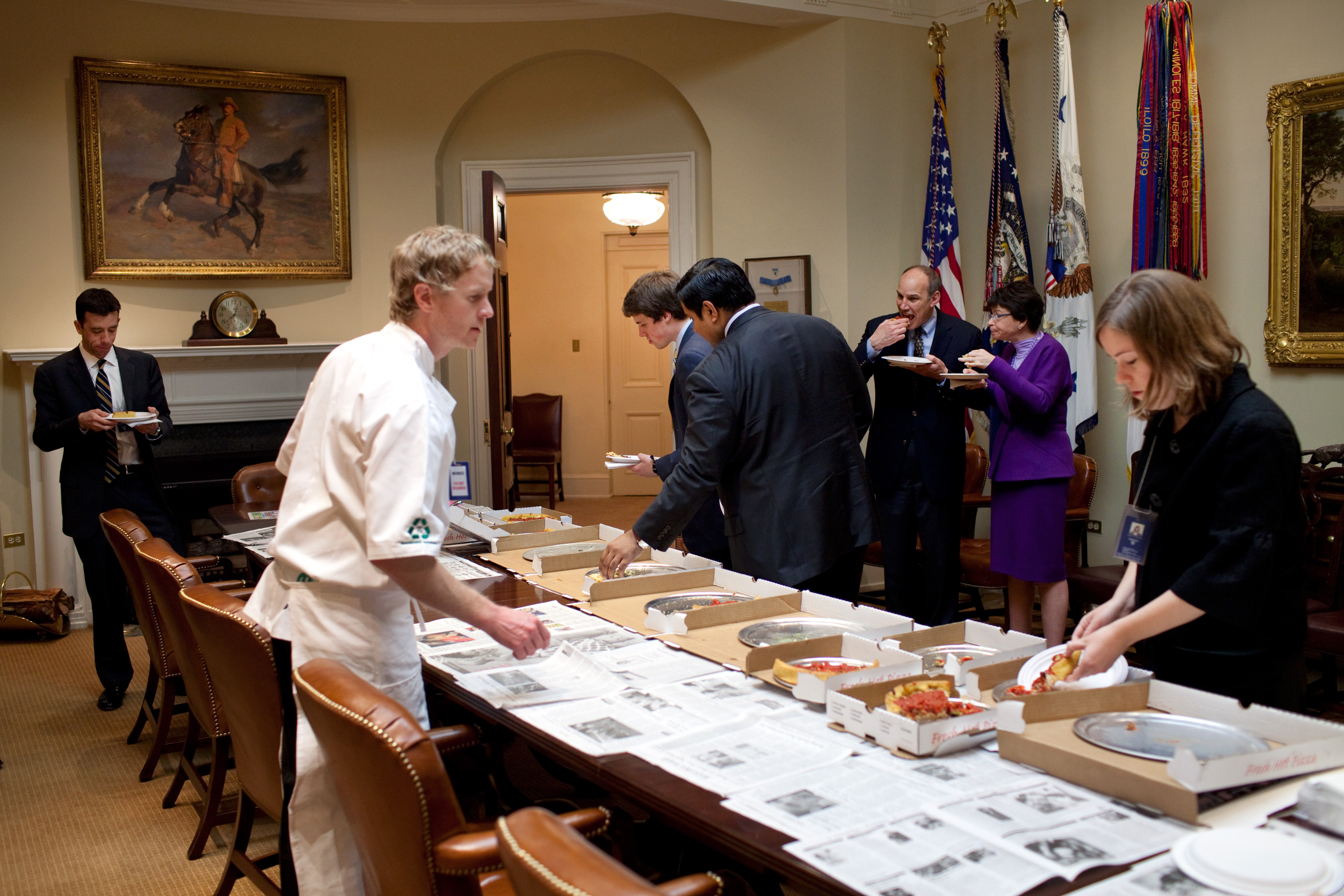
2009년 피자 시식회

루즈벨트룸(Roosevelt Room)은 미국 백악관 웨스트윙의 대통령 집무실 오벌 오피스의 바로 옆에 위치한 회의실이다.

## 역사
1902년 시어도어 루스벨트 대통령이 웨스트윙을 처음 건축했다. 당시 루즈벨트 대통령은 루즈벨트룸을 대통령 집무실로 사용했다. 1934년 루즈벨트룸이 다목적 회의실로 용도가 변경되었다. 프랭클린 루즈벨트는 수족관을 설치하고 벽에 물고기 여러마리를 걸었다. 그래서 방 이름이 "피쉬룸"이었다. 케네디 대통령도 피쉬룸이라고 불렀으며, 벽에 큰 물고기를 걸었다. 1969년 닉슨 대통령은 웨스트윙을 처음 건축한 시어도어 루스벨트 대통령의 이름을 따 루즈벨트룸이라고 불렀다.

## 현재사용
현재는 루즈벨트룸에서 대통령이 장관, 백악관 참모들, 장군들이 모여 회의를 한다. 신임 참모가 임명되면 다수에게 소개시키는 방이기도 하다. 대통령 집무실 오벌 오피스에 다수의 방문객이 대통령을 만날 경우, 대기하는 곳으로도 사용된다. 한국의 국무회의를 하는 곳은 캐비닛룸 (백악관)이다. 루즈벨트룸 옆에 있다.